# Pseudodiplorchis americanus
Pseudodiplorchis americanus är en plattmaskart. Pseudodiplorchis americanus ingår i släktet Pseudodiplorchis och familjen Polystomatidae. Inga underarter finns listade i Catalogue of Life.